# Peggy Ann Garner
Peggy Ann Garner (Canton, 3 febbraio 1932 – Woodland Hills, 16 ottobre 1984) è stata un'attrice statunitense.

## Biografia
Grazie alla determinazione della madre nell'incoraggiarne il talento, Peggy Ann Garner debuttò sulle scene quando era ancora bambina, facendo la sua prima apparizione cinematografica nel film Little Miss Thoroughbred (1938) e proseguendo la carriera con altri ruoli di fanciulla, come quello della giovane Jane Eyre in La porta proibita (1943) e di Nora in Le chiavi del paradiso (1944).
Nel 1945, a tredici anni, vinse un premio Oscar giovanile per il ruolo di Francie Nolan nel dramma Un albero cresce a Brooklyn di Elia Kazan, ambientato in un popolare quartiere di New York e incentrato sulle difficoltà di una donna vedova con due figli e un terzo in arrivo. Malgrado la notevole performance, la Garner ebbe difficoltà ad affrontare la transizione della propria carriera verso l'età adulta. 
Nella seconda metà degli anni quaranta partecipò ancora a Tuono nella valle (1947), il melodramma L'amante immortale (1947) e la commedia L'amabile ingenua (1949), dopodiché si dedicò quasi esclusivamente alla televisione, dove debuttò nel 1949 nella serie antologica The Ford Theatre Hour. Durante gli anni cinquanta partecipò ad altre serie come Robert Montgomery Presents (1954-1955) e Studio One (1952-1958).
La Garner proseguì a recitare sul piccolo schermo anche negli anni sessanta e apparve in episodi delle popolari serie Avventure in paradiso (1960-1962), Alfred Hitchcock presenta (1960), Gli intoccabili (1962-1963), Batman (1967), e La grande vallata (1968).
Dopo quest'ultima apparizione, l'attrice abbandonò temporaneamente cinema e televisione e fece alcune apparizioni sulle scene teatrali, oltre a lavorare per qualche tempo come agente immobiliare. Fu pertanto una sorpresa il suo ritorno al cinema, nel ruolo di Candice Rutledge, nella commedia Un matrimonio (1978) di Robert Altman, regista che l'aveva già diretta nel 1961 in un episodio della serie televisiva western Bonanza, nel quale la Garner aveva interpretato il ruolo di una ragazza corteggiata da Hoss Cartwright (Dan Blocker).
Dopo un'ultima apparizione nel film per la Tv This Year's Blonde (1980), la Garner si ritirò definitivamente dalle scene.

## Vita privata
La Garner si sposò una prima volta nel 1951 con il cantante Richard Hayes, dal quale divorziò nel 1953. Il secondo matrimonio fu con l'attore Albert Salmi, che sposò nel 1956, e da cui divorziò nel 1963. L'ultimo matrimonio con Kenyon Foster Brown durò dal 1964 al 1968.
L'attrice morì per un cancro al pancreas nel 1984, a 52 anni. Sei anni più tardi il suo secondo marito Albert Salmi morì suicida dopo aver ucciso la sua seconda moglie. L'unica figlia della Garner e dell'attore, Catherine Ann Salmi, nata nel 1957, morì nel 1995 per un attacco cardiaco.

## Riconoscimenti
- Hollywood Walk of Fame (Star of Motion Pictures; 6604 Hollywood Blvd.; February 8, 1960)
- Young Hollywood Hall of Fame (1940's)

## Filmografia

### Cinema
- Little Miss Thoroughbred, regia di John Farrow (1938) – non accreditata
- Non puoi impedirmi d'amare (In Name Only), regia di John Cromwell (1939)
- Blondie Brings Up Baby, regia di Frank R. Strayer (1939)
- Abramo Lincoln in Illinois (Abe Lincoln in Illinois), regia di John Cromwell (1940) – non accreditata
- Eagle Squadron, regia di Arthur Lubin (1942)
- The Pied Piper, regia di Irving Pichel (1942)
- La porta proibita (Jane Eyre), regia di Robert Stevenson (1943)
- Le chiavi del paradiso (The Keys of the Kingdom), regia di John M. Stahl (1944)
- Un albero cresce a Brooklyn (A Tree Grows in Brooklyn), regia di Elia Kazan (1945)
- La barriera d'oro (Nob Hill), regia di Henry Hathaway (1945)
- Donnine d'America (Junior Miss), regia di George Seaton (1945)
- Home, Sweet Homicide, regia di Lloyd Bacon (1946)
- Tuono nella valle (Thunder in the Valley), regia di Louis King (1947)
- L'amante immortale (Daisy Kenyon), regia di Otto Preminger (1947)
- Il segno del capricorno (The Sign of the Ram), regia di John Sturges (1948)
- Il figlio della giungla (Bomba, the Jungle Boy), regia di Ford Beebe (1949)
- La montagna rossa (The Big Cat), regia di Phil Karlson (1949)
- L'amabile ingenua (The Lovable Cheat), regia di Richard Oswald (1949)
- Teresa, regia di Fred Zinnemann (1951)
- L'amante sconosciuto (Black Widow), regia di Nunnally Johnson (1954)
- The Cat, regia di Ellis Kadison (1966)
- Un matrimonio (A Wedding), regia di Robert Altman (1978)

### Televisione
- The Ford Theatre Hour – serie TV, 1 episodio (1949)
- The Chevrolet Tele Theatre – serie TV, 1 episodio (1950)
- The Prudential Family Playhouse – serie TV, 1 episodio (1950)
- Two Girls Named Smith – serie TV, 1 episodio (1951)
- Lux Video Theatre – serie TV, 2 episodi (1952)
- Hollywood Opening Night – serie TV, 2 episodi (1952)
- Schlitz Playhouse of Stars – serie TV, 1 episodio (1952)
- The Revlon Mirror Theatre – serie TV, 1 episodio (1953)
- The Black Forest, regia di Gene Martel – film TV (1954)
- Eight Witnesses, regia di Lawrence Huntington – film TV (1954)
- Danger – serie TV, 1 episodio (1955)
- Robert Montgomery Presents – serie TV, 3 episodi (1952-1955)
- The Best of Broadway – serie TV, 1 episodio (1955)
- Justice – serie TV, 2 episodi (1954-1955)
- Climax! – serie TV, episodio 1x23 (1955)
- Stage 7 – serie TV, episodio 1x18 (1955)
- The DuPont Show of the Month – serie TV, episodio 1x03 (1957)
- Kraft Television Theatre – serie TV, 2 episodi (1957-1958)
- General Electric Theater – serie TV, episodio 6x25 (1958)
- Studio One – serie TV, 3 episodi (1952-1958)
- The United States Steel Hour – serie TV, 1 episodio (1959)
- The Lineup – serie TV, 1 episodio (1959)
- Sunday Showcase – serie TV, 1 episodio (1959)
- I racconti del West (Zane Grey Theater) – serie TV, 1 episodio (1960)
- Tate – serie TV, 1 episodio (1960)
- Alcoa Presents: One Step Beyond – serie TV, 1 episodio (1960)
- La città in controluce (Naked City) – serie TV, 1 episodio (1961)
- Bonanza – serie TV, episodio 2x28 (1961)
- Have Gun - Will Travel – serie TV, episodio 5x22 (1962)
- Avventure in paradiso (Adventures in Paradise) – serie TV, 2 episodi (1960-1962)
- Alfred Hitchcock presenta (Alfred Hitchcock Presents) – serie TV, 1 episodio (1962)
- The Patriots, regia di George Schaefer – film TV (1963)
- Alcoa Premiere – serie TV, 1 episodio (1963)
- Perry Mason – serie TV, 1 episodio (1963)
- Combat! – serie TV, 1 episodio (1963)
- Gli intoccabili (The Untouchables) – serie TV, 2 episodi (1962-1963)
- Undicesima ora (The Eleventh Hour) – serie TV, 1 episodio (1964)
- Organizzazione U.N.C.L.E. (The Man from U.N.C.L.E.) – serie TV, 1 episodio (1964)
- The Outer Limits – serie TV, 1 episodio (1965)
- Batman – serie TV, 1 episodio (1967)
- Ironside – serie TV, 1 episodio (1968)
- La grande vallata (The Big Valley) – serie TV, 1 episodio (1968)
- The Fisher Family – serie TV, 1 episodio (1975)
- Insight – serie TV, 1 episodio (1978)
- Betrayal, regia di Paul Wendkos – film TV (1978)
- Lou Grant – serie TV, 1 episodio (1979)
- This Year's Blonde, regia di John Erman – film TV (1980)

## Doppiatrici italiane
- Rosetta Calavetta in L'amante sconosciuto
- Vira Silenti in Un matrimonio